# 祭 (春秋)
祭（さい）は、西周から春秋時代の小規模な諸侯国。爵位は伯爵。国君は姫姓。始封の君は周公旦の子で、周公東征時に建国した。現在の河南省新郷市長垣市に国都を置き、後に河南省鄭州市金水区の北東25キロメートルの祭城に遷都した。紀元前750年、鄭によって滅ぼされ、末裔は祭氏を名乗った。
鄭の名臣の祭仲や周の穆王の卿士の祭公謀父がいる。